# Поклоніння волхвів (Бассано)
«Поклоніння волхвів» (італ. Adorazione dei Magi) — картина італійського живописця Якопо Бассано (1515–1592), представника венеційської школи. Створена у 1563–1564 роках. Зберігається у колекції Музею історії мистецтв у Відні (інв. №GG 361). 
Картина походить з колекції ерцгерцога Леопольда Вільгельма (1614–1662) з 1659 року.
У цьому надзвичайно особистому варіанті старозаповітного сюжету про трьох волхвів, художник розміщує традиційних персонажів таким чином, аби створити експресивну сцену, сповнену кольорових контрастів, абстрактно обрізану, втім комфортну у реалістичному відношенні і формально сміливу.